# João Gomes da Silva
João Victor Gomes da Silva (Río de Janeiro, 12 de febrero de 2001) es un futbolista brasileño que juega de centrocampista en el Wolverhampton Wanderers F. C. de la Premier League.

## Trayectoria
João Gomes comenzó su carrera en el Flamengo, donde debutó con el primer equipo el 1 de noviembre de 2020 en la derrota por 4-1 ante São Paulo por la Serie A.
El 27 de enero de 2023, el centrocampista fichó en el Wolverhampton Wanderers de la Premier League inglesa.

## Selección nacional

### Participaciones en Copas América
| Torneo            | Sede           | Resultado        | Partidos | Goles |
| ----------------- | -------------- | ---------------- | -------- | ----- |
| Copa América 2024 | Estados Unidos | Cuartos de final | 4        | 0     |

## Estadísticas

### Clubes
Actualizado al último partido disputado el 30 de noviembre de 2024.
| Club                                     | Div.          | Temporada     | Liga  | Liga  | Liga   | Estatal | Estatal | Estatal | Copas nacionales | Copas nacionales | Copas nacionales | Copas internacionales | Copas internacionales | Copas internacionales | Total | Total | Total  |
| Club                                     | Div.          | Temporada     | Part. | Goles | Asist. | Part.   | Goles   | Asist.  | Part.            | Goles            | Asist.           | Part.                 | Goles                 | Asist.                | Part. | Goles | Asist. |
| ---------------------------------------- | ------------- | ------------- | ----- | ----- | ------ | ------- | ------- | ------- | ---------------- | ---------------- | ---------------- | --------------------- | --------------------- | --------------------- | ----- | ----- | ------ |
| C. R. Flamengo · Brasil                  | 1.ª           | 2020          | 11    | 0     | 0      | 0       | 0       | 0       | 0                | 0                | 0                | 3                     | 0                     | 0                     | 14    | 0     | 0      |
| C. R. Flamengo · Brasil                  | 1.ª           | 2021          | 19    | 0     | 1      | 14      | 1       | 0       | 5                | 1                | 0                | 6                     | 0                     | 0                     | 44    | 2     | 1      |
| C. R. Flamengo · Brasil                  | 1.ª           | 2022          | 29    | 0     | 1      | 13      | 0       | 0       | 10               | 2                | 0                | 12                    | 0                     | 1                     | 64    | 2     | 2      |
| C. R. Flamengo · Brasil                  | Total club    | Total club    | 59    | 0     | 2      | 27      | 1       | 0       | 15               | 3                | 0                | 21                    | 0                     | 1                     | 122   | 4     | 3      |
| Wolverhampton Wanderers F. C. Inglaterra | 1.ª           | 2022-23       | 11    | 1     | 0      | —       | —       | —       | —                | —                | —                | —                     | —                     | —                     | 11    | 1     | 0      |
| Wolverhampton Wanderers F. C. Inglaterra | 1.ª           | 2023-24       | 34    | 2     | 1      | —       | —       | —       | 4                | 0                | 0                | —                     | —                     | —                     | 37    | 2     | 1      |
| Wolverhampton Wanderers F. C. Inglaterra | 1.ª           | 2024-25       | 13    | 2     | 1      | —       | —       | —       | 1                | 0                | 0                | —                     | —                     | —                     | 14    | 2     | 1      |
| Wolverhampton Wanderers F. C. Inglaterra | Total club    | Total club    | 58    | 5     | 2      | 0       | 0       | 0       | 5                | 0                | 0                | 0                     | 0                     | 0                     | 63    | 5     | 2      |
| Total carrera                            | Total carrera | Total carrera | 117   | 5     | 4      | 27      | 1       | 0       | 20               | 3                | 0                | 21                    | 0                     | 1                     | 185   | 9     | 5      |

## Palmarés

### Títulos estatales
| Título             | Equipo         | Estado         | Año  |
| ------------------ | -------------- | -------------- | ---- |
| Campeonato Carioca | C. R. Flamengo | Río de Janeiro | 2021 |

### Títulos nacionales
| Título              | Equipo         | País   | Año  |
| ------------------- | -------------- | ------ | ---- |
| Serie A             | C. R. Flamengo | Brasil | 2020 |
| Supercopa de Brasil | C. R. Flamengo | Brasil | 2021 |
| Copa de Brasil      | C. R. Flamengo | Brasil | 2022 |

### Títulos internacionales
| Título            | Equipo         | Sede      | Año  |
| ----------------- | -------------- | --------- | ---- |
| Copa Libertadores | C. R. Flamengo | Guayaquil | 2022 |